# ماكس ويكسلر
ماكس ويكسلر هو مترجم وصحفي وسياسي روماني، ولد في 4 نوفمبر 1870 في ياش في رومانيا، وتوفي في 14 مايو 1917 في باكاو في رومانيا.